# Xatatia pyrenaica
Xatatia pyrenaica är en flockblommig växtart som beskrevs av Pietro Bubani. Xatatia pyrenaica ingår i släktet Xatatia och familjen flockblommiga växter. Inga underarter finns listade i Catalogue of Life.